# 25 Brygada Powietrznodesantowa (Bundeswehra)
25 Brygada Powietrznodesantowa „Schwarzwald” – powietrznodesantowy związek taktyczny Bundeswehry.
W okresie zimnej wojny Brygada wchodziła w skład 9 Dywizji Powietrznodesantowej i przewidziana była do działań w pasie Centralnej Grupy Armii.

## Struktura organizacyjna
| Organizacja LLBrig 25 w 1989     | Organizacja LLBrig 25 w 1989 |
| Pododdział                       | Miejsce stacjonowania        |
| -------------------------------- | ---------------------------- |
| dowództwo brygady                | Calw                         |
| 251 batalion powietrznodesantowy | Calw                         |
| 252 batalion powietrznodesantowy | Nagold                       |
| 253 batalion powietrznodesantowy | Nagold                       |
| 254 batalion powietrznodesantowy | Calw                         |